# 손명순
손명순(孫命順, 1929년 1월 16일~2024년 3월 7일)은 제14대 대한민국 대통령 김영삼의 배우자였다. 

## 생애

### 학창시절
1929년 1월 16일(양력) 마산 (주)경향고무 사장인 손상호(孫相鎬)와 김근이(金劤伊, 손명순의 생모)의 장녀로 경상남도 김해군(현 김해시) 진영읍 신용리에서 태어났다. 부친 손상호는 한때 영남에서 가장 큰 규모의 고무공장을 운영하며 '마산재벌'로 불렸다. 두 여동생 신자와 말득이 태어났으나 일찍 사망했고, 생모 김근이도 1935년 사망했다. 부친 손상호는 이후 감덕순(甘悳順)과 재혼했으며, 그의 부친과 계모 감덕순 사이에서 남동생 2명과 여동생 6명이 더 태어났다.
진영공립보통학교(현 진영대창초등학교)를 졸업했다. 대창초등학교는 노무현 대통령과 배우자인 권양숙의 출신학교로도 알려져 있어, 이 학교는 대통령 및 대통령의 배우자 세 명을 배출한 것이 된다.
마산여자중학교와 마산여자고등학교를 거쳐 이화여자대학교 약학과에 입학했고, 1951년 김영삼과 결혼하였다. 당시 이화여대 3학년에 재학 중으로, 이화여대는 재학생의 결혼을 금지하는 규정이 있었다. 그러나 주변의 도움으로 첫 아이를 낳고도 졸업 때까지 결혼 사실을 비밀에 부치고 학업을 마칠 수 있었다.

### 야당 정치인의 아내
결혼 후 2남 3녀를 낳았고, 오랫동안 야당 정치인으로 활동하던 남편을 내조하였다.
군사 정권 시절 그의 남동생 손은배(孫恩培)가 군사정권 당국으로부터 탄압을 받기도 했다.
남동생 손은배는 김영삼의 최측근이기도 했던 김동영(金東英) 전 정무장관과 동국대학교 동창이었다. 그는 김영삼의 일가친척 중 당국으로부터 많이 핍박을 받았다 한다. 10월 유신 이후인 1974년 한때 강제로 교직을 사임했다가, 1980년 순위고사를 거쳐 다시 서울 인헌국민학교(仁憲國民學敎)로 복직하여 교단에 섰다. 그러나 남편인 김영삼에게 불평 불만 한번 나타내지 않고 그의 야당 활동을 후원하였다.
1983년 5월 18일 김영삼이 5·18 광주 민주화운동 3주년 기념일에 전두환 정권에 대한 항의로 23일간의 단식투쟁을 했을 때 직접 간호하였다.

### 대통령 배우자 시절
1992년 12월 18일 김영삼이 대통령에 당선되었다. 그리고 1993년 2월 24일 대통령으로 취임하면서 손명순은 대한민국의 대통령 배우자로 활동을 시작했다. 대통령 배우자 시절에는 청와대 수행원들 및 운전기사, 여성 직원들을 위한 식당이나 휴게실을 만들었다.
여성의 전통적인 역할을 강조하는 모습을 보이며 조용한 내조를 했다는 평가를 받는다.

### 말년
배우자인 김영삼의 사망 후 상도동의 사저에서 거주하며 말년을 보냈다. 2022년 12월 코로나19에 의한 폐렴으로 입원했다. 증세가 악화되어 2024년 3월 7일 서울대학교병원에서 사망하였다.

## 학력
- 진영공립보통학교 졸업
- 마산여자중학교 졸업
- 진주고등여학교
- 진해고등여학교
- 마산고등여학교 졸업
- 이화여자대학교 약학 학사

## 가족 관계
- 배우자: 김영삼(金泳三, 1929. 1. 14.~2015. 11. 22.)
  - 장녀: 김혜영(金惠英, 1952~)
  - 차녀: 김혜정(金惠廷, 1954)
  - 장남: 김은철(金恩哲, 1956~2024)
  - 차남: 김현철(金賢哲, 1959~)
  - 3녀: 김혜숙(金惠淑, 1961~)

- 아버지: 손상호(孫相鎬, 1902~1977)
- 어머니: 김근이(金劤伊, 1908~1935)[12]
  - 여동생: 손신자(孫信子), 손말득(孫末得)
- 계모: 감덕순(甘悳順,1910~?)
  - 이복 남동생
    - 손은배(孫恩培, 1936~, 교사)
    - 손영식(孫英植, 1943~, 미국 이민[1])

  - 이복 여동생
    - 손태자(孫泰子, 1939~)
    - 손태강(孫泰江, 1941~)
    - 손귀희(孫貴嬉, 1950~), 1남, 이혼[7]
    - 손은혜(孫恩惠, 1955~)
    - 손은주(孫恩珠, 1959~)

  - 제부 
    - 도재영(都載榮[7][13], 1937년~), 2남 1녀
    - 전지순(全知淳, 1934~, 개인  사업)
    - 권창현(權昌鉉, 1943~, 독일 거주), 박정연(朴正連, 1949~, 의류업, 정연패션 대표),
    - 김창렬(金昌烈, 1955~)
- 작은 아버지: 손상률(孫相律,1907~2004)
  - 사촌: 손주환(孫柱煥, 공보처 장관)

## 대중 매체
- 현숙희(제5공화국, 2005년) - MBC 드라마

## 같이 보기
| - 마산여자고등학교 - 이화여자대학교 - 김영삼 질산 테러 사건 - 김영삼 단식 농성 사건 - 김영삼 - 장택상 - 이순자 - 김옥숙 - 이희호 - 공덕귀 | - 박순천 - 장영자 - 홍인길 - 김현철 |